# Polycentropus guatemalensis
Polycentropus guatemalensis is een schietmot uit de
familie Polycentropodidae. De soort komt voor in het Neotropisch gebied.